# Hypokapnie
Unter Hypokapnie versteht man einen verringerten Kohlenstoffdioxidpartialdruck (pCO2) im arteriellen Blut (paCO2 unter 32–35 mmHg)
Diese Hypokapnie kann beispielsweise bei zu schneller und/oder tiefer Atmung, so genannter Hyperventilation, oder auch bei respiratorischer Kompensation einer metabolischen Azidose (Abatmen von Säurevalenzen) auftreten.
Ein erhöhter Kohlenstoffdioxidpartialdruck wird als Hyperkapnie bezeichnet.

## Symptome und Risiken
Hypokapnie führt zu zerebraler Vasokonstriktion (Vasokonstriktion des Gehirns), was wiederum zu zerebraler Hypoxie und damit zu Benommenheit und anderen Symptomen führen kann. 
Insofern die Hypokapnie nicht zur Kompensation einer Azidose dient, verursacht sie eine respiratorische Alkalose. Die Alkalose führt zu Hypokalzämie und damit zu erhöhter Erregbarkeit von Nerven und Muskulatur. Das erklärt die anderen Symptome, die bei Hypokapnie auftreten: Muskelkrämpfe im Ruhezustand, insbesondere in den Extremitäten, und Parästhesien.
Der CO2-Pegel im Blut dient normalerweise als Atemantrieb. Untrainierte Taucher im Schwimmbad hyperventilieren vor dem Tauchen, um viel CO2 abzuatmen und damit länger unter Wasser bleiben zu können. Das sollte nur unter kontrollierten Bedingungen stattfinden, da es die Gefahr des Bewusstseinverlustes und Ertrinkens (Schwimmbad-Blackout) mit sich bringt.

### Liste der neurologischen und myokardialen Auswirkungen
| Myokardiale Auswirkungen | Beeinträchtigung der Hirnfunktion bei Erwachsenen | Hirnschäden bei Neugeborenen |
| --- | --- | --- |
| - Verminderte myokardiale Sauerstoffversorgung - Verminderter koronarer Blutfluss sowie schlechtere Kollateralisierung - Erhöhter koronarer Gefäßwiderstand und erhöhtes Risiko für Koronararterienspasmus - Erhöhte koronare mikrovaskuläre Leckage - Erhöhte Thrombozytenzahl und -aggregation - Erhöhter myokardialer Sauerstoffbedarf - Erhöhte Sauerstoffabgabe - Erhöhte (und später verminderte) Kontraktilität - Erhöhte intrazelluläre Kalziumkonzentration - Erhöhter systemischer Gefäßwiderstand - Myokardischämie - Reperfusionsschädigung | - Verlängerte Zeit bis zur Wiedererlangung des Bewusstseins und erhöhte Reaktionszeiten - Schlechtere psychomotorische Leistung und Defizite bei höheren intellektuellen Funktionen - Persönlichkeitsveränderungen | - Multizystische Enzephalomalazie - Zystische Periventrikuläre Leukomalazie - Pontosubikuläre Nekrose - Schlaganfall - Reaktive Hyperämie und Blutung |